# ماریانو برناردو
ماریانو برناردو (به پرتغالی: Jhonatan Mariano Bernardo) مهاجم اهل برزیل است که در شهر سائوپائولو و در تاریخ ۷ نوامبر ۱۹۸۸ به دنیا آمده‌است.
ماریانو برناردو در تیم‌های فوتبال Pogoń Szczecin سابقهٔ حضور دارد.